# AIAS (美術団体)
AIAS（アイアス、英: International Association of Independent Art and Design Schools、国際美術デザイン学校協会）は美術学校を中心とした美術団体。

## 概要
1990年にバウハウス（デッサウ）など、ヨーロッパの美術学校が中心となり、世界の美術デザイン教育の充実と発展をめざし設立された。
オーストリア・ドイツ・フィンランド・フランス・イタリア・日本・韓国・オランダ・ノルウェー・ポルトガル・スペイン・スウェーデン・スイス・イギリス・アメリカに会員校が広がり、現在では13ヶ国22校が参加。美術教育のシンポジウム、研修や交換留学など多彩な活動を行っている。
日本では東洋美術学校（東京）と北海道芸術デザイン専門学校（札幌）が加盟校。